# Секретные материалы: Борьба за будущее
«Секре́тные материа́лы: Борьба́ за бу́дущее» (оригинальное название — «Секре́тные материа́лы: Борьба́ с бу́дущим», англ. The X-Files: Fight the Future) — кинофильм, снятый на основе известного телевизионного сериала «Секретные материалы». По сюжетной линии находится между пятым и шестым сезонами сериала. Релиз фильма состоялся 19 июня 1998 года.

## Сюжет
В 35 000 году до н. э., во время Ледникового периода, на территории будущего Северного Техаса двое пещерных людей сталкиваются в пещере с инопланетной формой жизни. Существо убивает одного из них, а второго заражает субстанцией, напоминающей чёрное масло.
В 1998 году на этом месте находится маленький посёлок. Дети играют на площадке рядом с домами, и вдруг один из них проваливается под землю. Его товарищи пытаются понять, что с ним случилось. Мальчик кричит им, что всё нормально, и добавляет, что он нашёл явно древний человеческий череп. Он выходит на свет, но не спешит вылезать из под земли. Чёрная жидкость сочится из почвы рядом с его ногами, скапливаясь лужицей. Мальчик заворожённо смотрит на странное вещество, с ужасом замечая, что оно начало всасываться в его кожу. Он поднимает голову. Ребята, стоящие наверху, кричат от страха: белки глаз их друга полностью чернеют. Позже прибывают пожарные, но они пропадают в яме.
Тем временем агенты ФБР Фокс Малдер и Дана Скалли расследуют угрозу взрыва в федеральном здании Далласа и находят бомбу в соседнем строении. Пока идёт эвакуация, агент Дариус Мишо остаётся внутри, но не разминирует устройство, а просто ожидает взрыва. После того, как взрыв прогремел, Малдера и Скалли подвергают критике, поскольку среди погибших числятся тот мальчик и трое пожарных.
Позже Малдер встречает доктора Элвина Курцвейла, который утверждает, что все жертвы были мертвы ещё до взрыва, а сам взрыв лишь "замёл следы". В морге Скалли обнаруживает признаки инопланетного вируса в теле одной из жертв. Тем временем Курильщик прибывает в Техас, где доктор Бен Броншвайг демонстрирует ему одного из пропавших пожарных, внутри которого развивается инопланетный организм. Курильщик приказывает ввести вакцину, но сжечь тело, если лечение не подействует. Позже существо вырывается наружу и убивает Броншвайга.
Малдер и Скалли приезжают на место происшествия, но находят лишь поспешно построенную детскую площадку. Следуя указаниям местных детей, агенты обнаруживают поезд с белыми цистернами и преследуют его до кукурузного поля, где расположены светящиеся куполообразные структуры. Исследуя их, они провоцируют нападение пчёл и подвергаются преследованию чёрных вертолётов, но им удаётся скрыться.
В Вашингтоне Скалли выступает на служебных слушаниях, в то время как Малдер встречается с Курцвейлом. Позже Скалли приходит на квартиру Малдера, чтобы сообщить о своём переводе в Солт-Лейк-Сити. Они почти целуются, но в этот момент её ужаливает пчела. Она теряет сознание, а вызванные Малдером медики оказываются агентами заговорщиков: один из них стреляет в Малдера и похищает Скалли.
Очнувшись в больнице, Малдер при помощи Одиноких стрелков и помощника директора Уолтера Скиннера сбегает и встречает Ухоженного мужчину. Тот сообщает ему местонахождение Скалли и передаёт вакцину против вируса. После этого он убивает своего водителя и подрывает себя в автомобиле, чтобы избежать мести Синдиката.
Через 48 часов Малдер находит Скалли в подземном комплексе в Антарктиде, где содержатся множество людей в ледяных капсулах. Он освобождает её и вводит вакцину, что вызывает сбой в системе, из-за чего коконы начинают разрушаться, а инопланетные организмы пытаются вырваться. Малдер и Скалли сбегают на поверхность, откуда наблюдают, как гигантский инопланетный корабль взмывает в небо.
На очередных слушаниях Скалли передаёт комиссии единственное оставшееся доказательство — пчелу, которая её ужалила. Однако её свидетельства игнорируются, а все улики в Техасе уничтожены. Малдер показывает ей газетную статью с дезинформацией о находке. Тем не менее, Скалли решает остаться "в строю": «Если я уйду сейчас, они победят».
В другом комплексе для выращивания кукурузы в Тунисе Курильщик сообщает Конраду Стругхольду, что Малдер остаётся угрозой, поскольку раскрыл информацию о вирусе, а затем передаёт телеграмму с сообщением о возобновлении работы отдела «Секретных материалов».

## В ролях
- Дэвид Духовны — Фокс Малдер
- Джиллиан Андерсон — Дана Скалли
- Мартин Ландау — Элвин Куртцвел
- Блайт Даннер — Яна Кэссиди
- Армин Мюллер-Шталь — Конрад Страгхольд
- Митч Пиледжи — Уолтер Скиннер
- Уильям Б. Дэвис — Курильщик
- Джон Невилл — Человек с хорошим маникюром
- Дин Хэгланд — Ричард Лэнгли
- Брюс Харвуд — Джон Фитцджеральд Байерс
- Том Брэйдвуд — Мелвин Фрохики
- Майкл Шеймус Уайлс — Мужчина с тёмными волосами
- Джеффри Деманн — Бен Броншвег
- Терри О’Куинн — Дариус Мишо
- Лукас Блек — Стиви
- Тэд Кинг — Агент ФБР
- Гленн Хидли — Барменша
- Джейсон Бех — Агент ФБР
- Ник Лашэвэй — Фокс Малдер в детстве

## Релиз
В российский кинопрокат фильм выходил под названием «Секретные материалы: Борьба за будущее», хотя англ. Fight the Future означает «Борьба с будущим». В отличие от переводов сериала, фамилия героя Духовны в фильме произносится Молдер.

## Продолжение
24 июля 2008 года состоялась премьера второго полнометражного фильма: «Секретные материалы: Хочу верить» (англ. The X-Files: I Want to Believe). Сюжетно фильм не имеет прямой связи с «Борьбой за будущее», его действие разворачивается через шесть лет после событий телесериала.